# 就職戦線
『就職戦線』（しゅうしょくせんせん）は1931年に日本で制作されたサイレント映画。東亜キネマ製作。

## スタッフ
- 監督 : 大江秀夫
- 原作 : 隼秀人
- 撮影 : 古泉勝男

## キャスト
- 隼秀人
- 五十鈴桂子